# Marktstraat (Wormerveer)
De Marktstraat is een winkelstraat in het centrum van het Nederlandse dorp Wormerveer gemeente Zaanstad. De Marktstraat loopt van de Zaanweg en Noordeinde (met daarachter de Zaan) tot de Doctor Kortewegstraat, Transvaalstraat en de Paul Krugerstraat waar de straat in overgaat. Zijstraten van de Marktstraat zijn de Krommenieërweg, Dick Laanplein en de Steijnstraat. De straat is ongeveer 320 meter lang.

## Historie
De Marktstraat heeft een aantal rijksmonumenten waaronder twee gebouwen van de voormalige chocoladefabriek "Pette-Boon" op nummer 66A en op de hoek van Dick Laanplein 1 en de Marktstraat. Ook stond op de Marktstraat 4 ooit een rooms-katholieke kerk "O.L. Vrouw Geboorte" uit 1764. Nadat de kerk werd gesloopt, werd daar rond 1915 een nieuwe kerk voor neergezet die is ontworpen door J. Stuyt.

## Rijksmonumenten

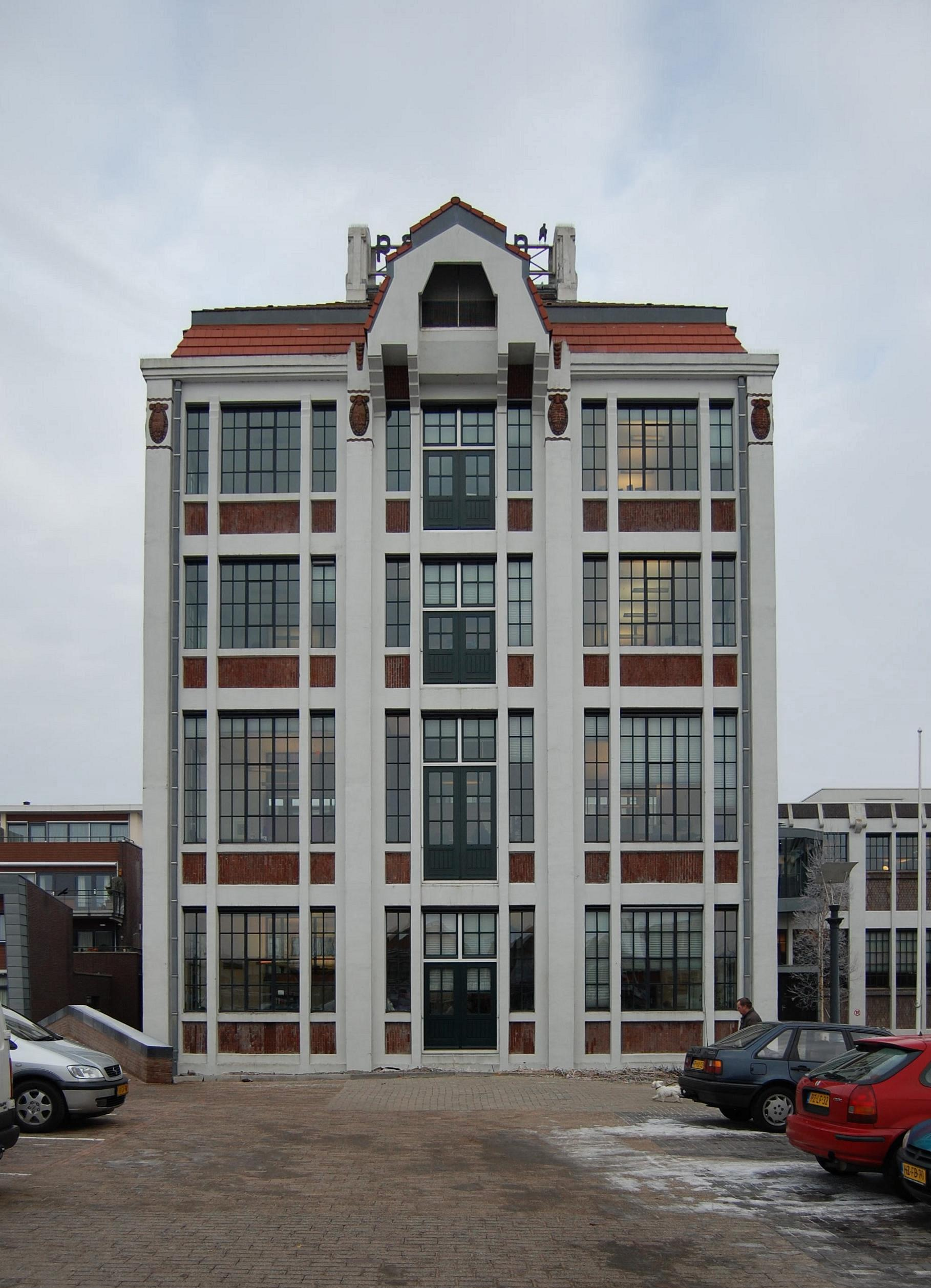
Voormalige chocoladefabriek "Pette-Boon" aan de Marktstraat 66A (rijksmonument)
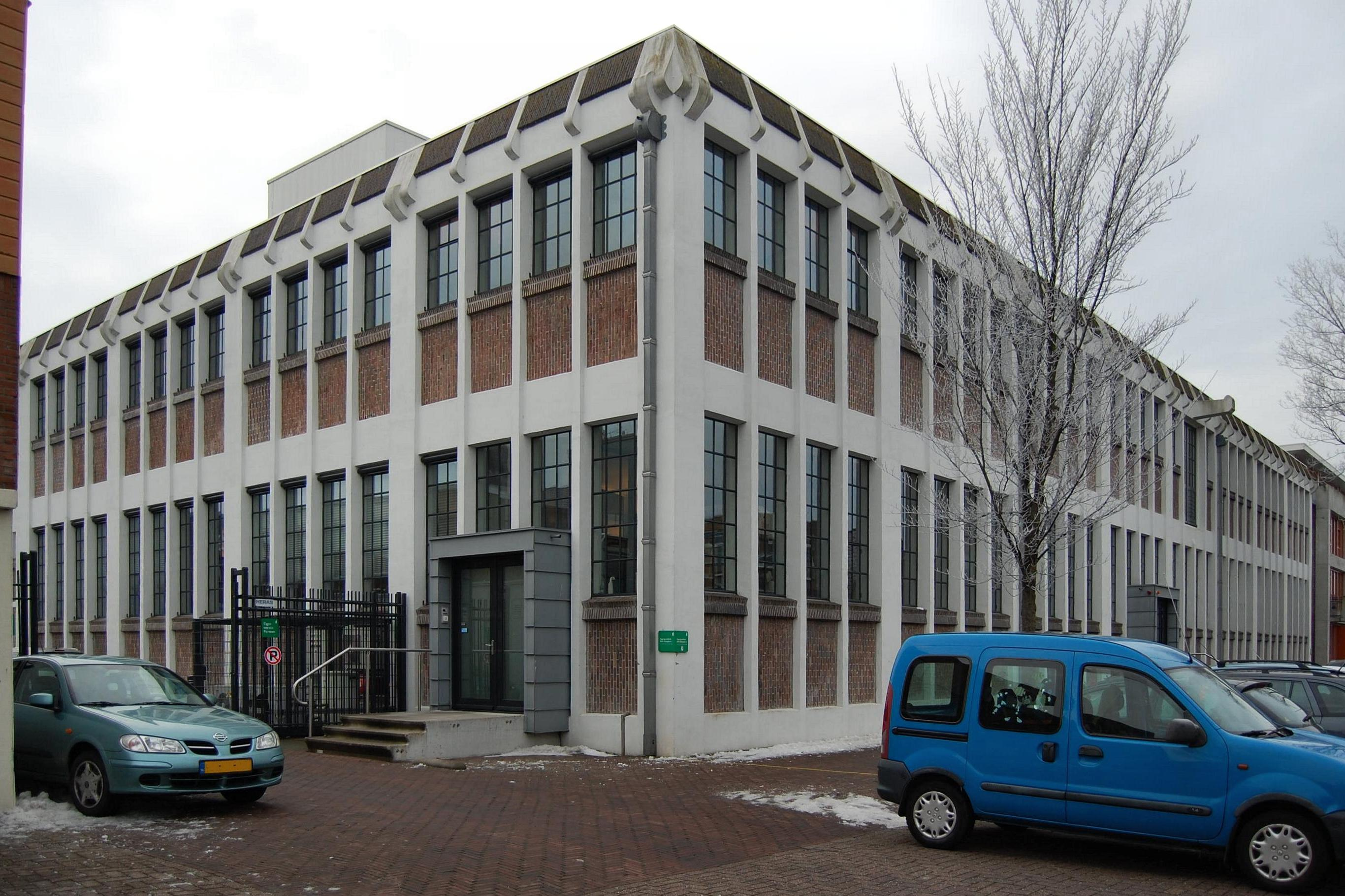
Voormalige chocolandefabriek "Pette-Boon" hoek Dick Laanplein 1 en de Marktstraat

Billitonkade ·
Dubbelebuurt ·
Franklinstraat ·
Hennepad ·
Lassiestraat ·
Marktstraat ·
Noordeinde ·
Stationsweg ·
Zaandijkerweg ·
Zaanweg